# Muncie Auto Parts Company
Muncie Auto Parts Company, vorher Muncie Wheel & Jobbing Company, war ein US-amerikanischer Hersteller von Automobilen. Eine andere Quelle nennt nur die ursprüngliche Firmierung.

## Unternehmensgeschichte
Die Muncie Wheel & Jobbing Company wurde 1903 in Muncie in Indiana gegründet. Hugh L. Warner war Konstrukteur und Superintendent. Er entwarf ein Automobil. Die Serienproduktion begann allerdings erst im Oktober 1905. Der Markenname lautete Warner. Zu der Zeit firmierte das Unternehmen als Muncie Auto Parts Company. Beteiligt waren Roy Hathaway, Harvey L. Hooke, H. F. Quayle und Hugh L. Warner. 1906 endete die Fahrzeugproduktion. Am 4. April 1906 berichtete eine Zeitschrift über einen Umzug innerhalb der Stadt. Am 31. Oktober 1906 berichtete die gleiche Zeitschrift, dass das Unternehmen auf der Automobile Show in Chicago im Februar 1907 ausstellen würde. Am 4. Dezember 1907 berichtete die gleiche Zeitschrift über den Beginn der Insolvenz.

## Fahrzeuge
Die Fahrzeuge hatten einen Einzylindermotor. Er war im Heck montiert und trieb über ein Planetengetriebe und eine Kette die Hinterachse an. Karosseriert waren die Fahrzeuge als Runabout mit zwei Sitzen. Die Karosserie konnte leicht gegen einen Aufbau als Lieferwagen gewechselt werden. Besonderheit war die Lenksäule.